# 大和軍の選手一覧
大和軍の選手一覧(やまとぐんのせんしゅいちらん)は、大和軍に所属していた選手・監督・コーチの一覧である。なお、以下の球団に所属していたものも含む。
- イーグルス
- 黒鷲軍

## 選手

### あ
- 赤羽真通（1937）
- 飯田章三（1937）
- 石井秋雄（1937）
- 石田光彦（1943）
- 石原繁三（1941 - 1942）
- 井股明（1942）
- 岩垣二郎（1939途中 - 1940）
- 漆原進（1937途中 - 1940途中）
- 大石綱（1937,1940）
- 太田健一（1937 - 1940）
- 大塚鶴雄（柳鶴震）（1943）
- 大貫賢（1938）
- 岡田福吉（1940,1943）
- 小野寺洋（1940,1943）

### か
- 片山栄次（1943）
- 金井清（1937）
- 金子裕（1941～1943）
- 亀田忠（1938 - 1941）
- 苅田久徳（1942 - 1943）
- 菅利雄（1939 - 1941）
- 木下政文（1938 - 1943）
- 木村孝平（1941 - 1943）
- 桐林賢（大貫賢）（1938）
- 呉新亨（1943）
- 小島利男（1937 - 1941,1943）
- 小松原博喜（1942 - 1943）

### さ
- 斎藤正寿（1937）
- 佐藤武夫（1937）
- 杉江文二（1942 - 1943）
- 杉田屋守（1937 - 1941）
- 杉山東洋生（1941 - 1942）
- 鈴木秀雄（1942 - 1943）
- 清家忠太郎（1939 - 1941）
- 宗宮房之助（1940 - 1942）

### た
- 高須清（1939）
- 高橋吉雄（1937 - 1938,1940 - 1941,1943）
- 竹内功（1940 - 1941）
- 谷義夫（1940 - 1942）
- 玉腰忠義（1940 - 1942）
- 田村稔（1937）
- 辻信夫（1937 - 1939）
- 筒井良武（1937,1939）
- 寺内一隆（1937 - 1942）
- 富松信彦（1941 - 1942途中）

### な
- 中河美芳（1937年途中 - 1941）
- 長島弘（1942）
- 中根之（1937 - 1938）
- 沼田春雄（1939 - 1940）
- 野村実（1937 - 1938）

### は
- 長谷川重一（1939 - 1941途中）
- 畑福俊英（1937 - 1938,1941～1943）
- バッキー・ハリス（1937途中 - 1938）
- 原田八州生（1943）
- 平井徳次（1943）
- 広島清美（1942 - 1943）
- 藤野文三郎（1937）
- 伏見五郎（1937 - 1939）
- 古川忠道（1941 - 1942）
- 古川正男（1937 - 1939）

### ま
- 松本操（1937 - 1938,1942）
- 宮崎皓（1940 - 1941）
- 宮下信明（1941 - 1942）
- 村沢秀雄（1937秋）
- 望月潤一（1937 - 1939）
- 森茂雄（1937 - 1939）

### や
- 山田潔（1938 - 1942）
- 山本博愛（1937）
- 吉水幸夫（1941 - 1943）

### わ
- 渡辺絢吾（1941 - 1943）

## 監督
- 森茂雄（1937 - 1939）
- 沢東洋男（1940）
- 山脇正治（1940総監督）
- 杉田屋守（1941 - 1942選手兼任）
- 寺内一隆（1942選手兼任）
- 苅田久徳（1942 - 1943選手兼任）